# باشگاه فوتبال وهیب
باشگاه فوتبال یادبود حافظ وهیب بات که معمولاً با نام وُهَیب شناخته می‌شود، یک باشگاه فوتبال حرفه‌ای مستقر در لاهور، پنجاب، پاکستان است. این باشگاه آخرین بار در لیگ پی‌اف‌اف ۲۰۲۰، سطح دوم فوتبال پاکستان شرکت کرد.
این باشگاه در دسامبر ۱۹۸۲ توسط حافظ سلمان بات، عضو مجمع ملی پاکستان، به یاد برادر کوچکترش حافظ وهیب بات تأسیس شد. در اوایل دهه ۱۹۹۰، وهیب یکی از باشگاه‌های پیشرو فوتبال در پاکستان بود و اوج خود را بین سال‌های ۱۹۹۱ تا ۱۹۹۴ تجربه کرد، زمانی که رئیس باشگاه، حافظ سلمان بات، دوران موفقی را به عنوان دبیرکل فدراسیون فوتبال پاکستان سپری کرد. وهیب اولین باشگاه پاکستانی است که در دوره ۱۹۹۲-۱۹۹۳ از مرحله مقدماتی جام باشگاه‌های آسیا عبور کرد. این باشگاه همچنین دارای تیم‌های جوانان است.